# سیلویا سابو
سیلویا سابو (مجاری: Szabó Szilvia؛ زادهٔ ۲۴ اکتبر ۱۹۷۸) قایقران کایاک اهل مجارستان است.